# Opération Atlante
Pour les articles homonymes, voir Atlante.
Guerre d’Indochine
Batailles
- Opération Masterdom
- Bataille de Hanoï
- Opération Léa
- Bataille de Phu Tong Hoa
- Bataille de la RC 4
- Bataille de Vĩnh Yên
- Bataille de Mao Khê
- Bataille de Nghia Lo
- Bataille de Hòa Bình
- Opération Lorraine
- Bataille de Na San
- Bataille de Muong Khoua
- Opération Atlante
- Opération Camargue
- Opération Hirondelle
- Opération Brochet
- Opération Mouette
- Opération Castor
- Bataille de Diên Biên Phu
- Opération D
- Bataille du col de Mang Yang
- Extension au Laos

L'opération Atlante est une opération militaire de la guerre d'Indochine, composée de trois phases, Aréthuse, Axelle et Attila, sur six mois à partir du 20 janvier 1954. Le général Henri Navarre a employé 53 bataillons d'infanterie et d'artillerie pour essayer de prendre au piège 30 000 soldats Viet-Minh supposés cachés parmi une population locale de 2 millions d'habitants répartis dans les lagunes marécageuses entre Tourane et Nha Trang, dans le centre du Vietnam. L'objectif était de pacifier la population locale et de rétablir la souveraineté du gouvernement de Bảo Dai,.

## Déroulement
La phase initiale (Aréthuse) consista en quatre semaines de débarquements des forces françaises amphibies sur la côte entre le 20 janvier et le 29. Puis la phase Axelle suivit avec huit semaines de renforcement. Ensuite Attila était envisagée comme deux mois où les forces françaises auraient écrasé le Viet-Minh. Mais cela fut impossible, et à partir de mars les pertes françaises commencèrent à s'accumuler, du fait des tireurs d'élite et des mines. Pendant ce temps les attaques du Viet Minh dans les hauts plateaux détournaient l'attention française. Les Français firent face à une série de sacrifices d'arrière-garde dans chaque village tandis le gros des forces du Viet Minh restait insaisissable. Les troupes de Vo Nguyen Giap prirent l'ascendant et commencèrent à répliquer. Cela plus la conduite de l'armée nationale vietnamienne a forcé les Français à abandonner Atlante. Navarre déclara plus tard qu’Aréthuse et Axelle furent des succès, tandis qu’Attilla est resté inachevée.

## Conséquences
Atlante a conduit à beaucoup de réflexion parmi le commandement français. La conduite de l'ANV a poussé le chef d'état-major Paul Ély à commenter qu'il avait été trop optimiste quant à la capacité des forces vietnamiennes à prendre le relais des forces françaises à court terme et qu'elles avaient encore besoin de plusieurs années. Cette opération fut le premier test grandeur nature de l'ANV. Le général Fay, chef d'état-major de l'Air, a écrit qu'il aurait mieux valu concentrer le maximum de bombes sur un ou deux points puis de couper la route à ces endroits de manière permanente en harcelant les travaux de réparation. Navarre fut critiqué pour s'être concentré sur Atlante , tandis que les opérations se déroulaient à Dien Bien Phu, cependant l'historien britannique Martin Windrow (en) affirme que cela n'est pas justifié compte tenu de la nature différente des deux événements.